# The Last Repair Shop
The Last Repair Shop ist ein US-amerikanischer Kurz-Dokumentarfilm von Kris Bowers und Ben Proudfoot aus dem Jahr 2023.

## Handlung
Der Film zeigt einen Reparatur-Laden in einem Warenhaus in Los Angeles, bei dem ehrenamtliche Helfer seit 1959 mehr als 80.000 Schul-Musikinstrumente kostenfrei warten. Es ist der letzte seiner Art in den Vereinigten Staaten.
Vorgestellt werden die Mitarbeiter Dana Atkinson, Steve Bagmanyan, Duane Michaels und Paty Moreno sowie die jeweiligen Nutznießer des Programms, die sich oft kein eigenes Instrument und die nötige Wartung leisten können.

## Produktion
Der Anstoß für den Film kam von Produzent Jeremy Lambert. Während Proudfoot und Bowers an A Concerto Is a Conversation arbeiteten, der 2022 für einen Oscar nominiert war, gab Lambert ihnen einen Artikel über den Workshop aus dem Vereinigten Schulbezirk von Los Angeles (LAUSD), der das Interesse der Filmemacher weckte. Bowers, der selbst Komponist und ein Absolvent der LAUSD war, war begeistert von der Geschichte der 64-jährigen Institution und seiner eigenen Verbindung zu ihr.

## Veröffentlichung
Seine Premiere hatte der Film am 1. September 2023 beim Telluride Film Festival. Es folgte eine Aufführung beim Middleburg Film Festival im Oktober 2023. Der Film wurde am 8. November 2023 über YouTube veröffentlicht, nachdem Searchlight Pictures und Los Angeles Times Studio den Film gekauft hatten.

## Auszeichnungen
| Award                               | Datum             | Kategorie                                      | Rezipient                      | Resultat  | Ref.   |
| ----------------------------------- | ----------------- | ---------------------------------------------- | ------------------------------ | --------- | ------ |
| Calgary International Film Festival | 1. Oktober 2023   | Best Documentary Short Film                    | The Last Repair Shop           | Gewonnen  | [ 6 ]  |
| Middleburg Film Festival            | 22. Oktober 2023  | Sheila Johnson Vanguard Award                  | Kris Bowers                    | Gewonnen  | [ 7 ]  |
| Critics’ Choice Documentary Awards  | 12. November 2023 | Best Short Documentary                         | The Last Repair Shop           | Gewonnen  | [ 8 ]  |
| Critics’ Choice Documentary Awards  | 12. November 2023 | Best Score                                     | Katya Richardson & Kris Bowers | Nominiert | [ 8 ]  |
| Hollywood Music in Media Awards     | 15. November 2023 | Best Original Score – Short Film (Documentary) | The Last Repair Shop           | Nominiert | [ 9 ]  |
| Astra Film and Creative Awards      | 6. Januar 2024    | Best Short Film                                | The Last Repair Shop           | Nominiert | [ 10 ] |
| Black Reel Awards                   | 16. Januar 2024   | Outstanding Independent Short Film             | The Last Repair Shop           | Nominiert | [ 11 ] |
| Academy Awards                      | 2024              | Bester Dokumentar-Kurzfilm                     | Ben Proudfoot und Kris Bowers  | Gewonnen  | [ 12 ] |